# Karl-Reinhard Volz
Karl-Reinhard Volz (* 10. Januar 1947 in Freiburg im Breisgau) ist ein deutscher Forstpraktiker und Forstwissenschaftler.

## Leben und Wirken
Volz besuchte das Markgraf-Ludwig-Gymnasium in Baden-Baden, wo er 1966 das Abitur ablegte. Unmittelbar danach nahm er das Studium der Forstwissenschaft an der Albert-Ludwigs-Universität Freiburg im Breisgau auf, das er im November 1970 mit der Diplomprüfung erfolgreich beendete. Anschließend war er bis August 1973 als Wissenschaftlicher Assistent am Wilhelm-Klauditz-Institut für Holzforschung der TU Braunschweig tätig, kehrte dann aber nach Baden-Württemberg zurück, um innerhalb der dortigen Landesforstverwaltung sein Forstliches Referendariat zu absolvieren, das er im Mai 1975 mit der Großen Forstlichen Staatsprüfung (Staatsexamen) abschloss. Parallel zu seiner Referendarszeit setzte Volz auch seine wissenschaftliche Ausbildung fort und wurde im Januar 1975 an der Forstwissenschaftlichen Fakultät der Georg-August-Universität Göttingen zum Doktor der Forstwissenschaften (Dr. forest.) promoviert. Er nutzte dazu die noch am Wilhelm-Klauditz-Institut begonnene und 1974 publizierte Untersuchung über die Eigenschaften der Rinde von Fichte, Kiefer und Buche und ihre Eignung als Rohstoff für Flachpressplatten.
Nach seinem Eintritt in die Landesforstverwaltung war Volz zunächst von 1975 bis 1976 stellvertretender Leiter des Forstamtes Radolfzell am Bodensee und wechselte dann ins Ministerium für Ernährung, Landwirtschaft und Forsten Baden-Württemberg nach Stuttgart, wo er bis 1981 als Referent im Referat Forstpolitik wirkte. Von 1981 bis 1984 leitete er das Staatliche Forstamt Comburg in Schwäbisch Hall, wurde dann aber an die Forstdirektion Stuttgart berufen, wo er bis August 1990 als Leitender Forstdirektor der Abteilung Personal und Organisation vorstand.
Nachdem er sich mit der Schrift Die staatliche Waldankaufspolitik als Bestandteil der Forstpolitik. Eine Untersuchung am Beispiel der Landesforstverwaltung Baden-Württemberg im Januar 1990 an der Forstwissenschaftlichen Fakultät der Universität München habilitiert hatte (Dr. rer. silv. habil.), entschloss Volz sich schließlich, vollständig wissenschaftlich zu arbeiten und nahm im gleichen Jahr als Nachfolger Richard Plochmanns den Ruf als Ordinarius und Inhaber des Lehrstuhls für Forstpolitik und Forstgeschichte der Forstwissenschaftlichen Fakultät der Universität München an, den er bis März 1994 innehatte.
Zum Sommersemester 1994 folgte Volz einem Ruf an die Universität Freiburg, wo er bis 2014 als Ordinarius und Direktor des Instituts für Forstpolitik (später umbenannt in Institut für Forst- und Umweltpolitik) der Forstwissenschaftlichen Fakultät tätig war. Er war von 1995 bis 1999 Studiendekan der Fakultät und 2002/03 nach der Umbenennung in Fakultät für Forst- und Umweltwissenschaften (heute Fakultät für Umwelt und Natürliche Ressourcen) auch ihr Dekan. Von 2003 bis 2008 fungierte Volz als Prorektor für Angelegenheiten der Studierenden und des Studiums der Universität Freiburg. Nachdem ihm 2005 auch die Zuständigkeit für die Teilnahme der Universität Freiburg an der Exzellenzinitiative des Bundes und der Länder übertragen worden war, wurde Volz 2006, erstmals in Baden-Württemberg, zum hauptamtlichen Prorektor ernannt. 2014 wurde er emeritiert.
Neben einer Reihe eigenständiger Veröffentlichungen verfasste Volz regelmäßig Beiträge für forstliche und sonstige Fachzeitschriften, daneben auch für die Neuen Deutschen Biographie (NDB). Von 1999 bis 2016 war Volz Herausgeber der traditionsreichen forstlichen Fachzeitschrift Allgemeine Forst- und Jagdzeitung. Er war zudem Vorsitzender des Kuratoriums für den von der Alfred Toepfer Stiftung F. V. S. bis 2006 verliehenen Wilhelm-Leopold-Pfeil-Preis sowie von 2007 bis 2014 Vorsitzender des Kuratoriums für den CULTURA-Preis für zukunftsgerechte Landnutzung derselben Stiftung.
2011 übernahm Volz den Vorsitz der Wissenschaftlichen Gesellschaft Freiburg i.Br., den er bis September 2024 innehatte. Von 2014 bis 2022 war Volz außerdem Vorsitzender des Hochschulrats der Hochschule für Musik, Freiburg.
Volz ist Ehrensenator der Universität Freiburg.

## Wissenschaftliche Arbeitsgebiete
In seinen Forschungsprojekten zu nationalen und internationalen Fragestellungen der Forstpolitik hat sich Volz immer wieder mit der Ordnungspolitik in der Forstwirtschaft, der Waldeigentumspolitik und dem Kleinprivatwald, dem forstlichen Nachhaltigkeitsbegriff und dem Spannungsfeld Forstwirtschaft und Naturschutz auseinandergesetzt und damit – oft durchaus beabsichtigt – mancherlei Diskussionen heraufbeschworen.
So löste das vom Bundesamt für Naturschutz in Auftrag gegebene Gutachten Naturschutz und Forstwirtschaft. Kriterienkatalog zur „guten fachlichen Praxis“, das Volz zusammen mit dem Diplom-Forstwirt Georg Winkel im Jahr 2003 vorlegte, einen anhaltenden Expertenstreit aus. Das Gutachten sollte naturschutzfachliche Mindestkriterien zur Konkretisierung des unbestimmten Rechtsbegriffs der so genannten „Guten fachlichen Praxis in der Forstwirtschaft“ (GfP) ermitteln, um deren Ausgestaltung nach der Novellierung des Bundesnaturschutzgesetzes eine forst- und naturschutzpolitische Diskussion entbrannt war. Das von Volz und Winkel angefertigte Gutachten sollte dabei der Vorbereitung der geplanten Novellierung des Bundeswaldgesetzes dienen. Sowohl die Arbeitsgemeinschaft Deutscher Waldbesitzerverbände, der Deutsche Forstwirtschaftsrat, der Deutsche Forstverein, als auch die Arbeitsgemeinschaft Naturgemäße Waldwirtschaft (ANW) lehnten es jedoch zunächst ab, das Gutachten inhaltlich zu diskutieren, bevor nicht eine Analyse der ökonomischen Auswirkungen der darin vorgebrachten Vorschläge vorlag. Diese erarbeitete dann die Bundesforschungsanstalt für Forst- und Holzwirtschaft (BFH). Im Zuge der breiten gesellschaftlichen Diskussion, die das Jahr 2003 über weiterging, gab es unter anderem auch eine Fachtagung zu diesem Thema, bis sich die Gemüter allmählich wieder beruhigten. Nach den vorzeitigen Neuwahlen im Jahr 2005 wurde die Novellierung des Bundeswaldgesetzes nicht mehr weiterverfolgt.

## Schriften (Auswahl)
- Untersuchung über den prozentualen Gewichtsanteil der Rinde von Kiefern-Industrieholz, Mitteilungen der Baden-Württembergischen Forstlichen Versuchs- und Forschungsanstalt (Heft 21) / Abteilung Waldarbeit (Nr. 18), Freiburg im Breisgau 1970.
- Untersuchung über die Eigenschaften der Rinde von Fichte, Kiefer und Buche und ihre Eignung als Rohstoff für Flachpreßplatten, WKI-Bericht (Nr. 3), Braunschweig 1974, zugleich Dissertation, Göttingen 1975.
- Die staatliche Waldankaufspolitik als Bestandteil der Forstpolitik. Eine Untersuchung am Beispiel der Landesforstverwaltung Baden-Württemberg, Forstliche Forschungsberichte München (Nr. 108), zugleich Habilitationsschrift, München 1990.
- Als Mitverfasser: Förderung der Erstaufforstung in den neuen Bundesländern. Situationsanalyse und Vorschläge. Nutzen-Kosten-Untersuchung zur Förderung der Erstaufforstung, Situationsanalyse und Vorschläge zur Erstaufforstung in den neuen Bundesländern, Bonn 1991.
- Mit N. Weber (Hrsg.): Afforestation of agricultural land. Proceedings of a workshop in the Community Programme of Research and Technological Development in the Field of competitiveness of Agriculture and Management of Agricultural Resources (1989–93), held in Brussels (Belgium) on 12 and 13 December 1991, Luxemburg 1993, ISBN 92-826-6298-5.
- Mit Georg Winkel: Naturschutz und Forstwirtschaft. Kriterienkatalog zur „guten fachlichen Praxis“. Ergebnisse aus dem F+E-Vorhaben 80084001 des Bundesamtes für Naturschutz, Angewandte Landschaftsökologie (Heft 52), Münster 2003, ISBN 3-7843-3725-2.
- Mit Ulrich Schraml (Hrsg.): Urbane Waldbesitzer. Studien zur Beratung und Betreuung im nichtbäuerlichen Kleinprivatwald, Freiburger Schriften zur Forst- und Umweltpolitik (Band 1), Remagen-Oberwinter 2003, ISBN 3-935638-27-2.

## Belege
1. ↑  Wissenschaftliche Gesellschaft Freiburg im Breisgau
2. ↑  Birte Hackenjos ist neue Vorsitzende des Hochschulrats
3. ↑  Liste der Ehrensenatorinnen und Ehrensenatoren, Stand_2024.
4. ↑  u. a. Anonymus: Streit um „Gute fachliche Praxis“ geht weiter, in: Hessischer Waldbesitzerverband, 51. Jahrgang, Heft 3–4/2003. S. 33

| Personendaten    | Personendaten                                                      |
| ---------------- | ------------------------------------------------------------------ |
| NAME             | Volz, Karl-Reinhard                                                |
| KURZBESCHREIBUNG | deutscher Forstwissenschaftler, Forstpraktiker und Hochschullehrer |
| GEBURTSDATUM     | 10. Januar 1947                                                    |
| GEBURTSORT       | Freiburg im Breisgau                                               |